# ریور فینیکس
ریوِر جود فینیکس (انگلیسی: River Jude Phoenix؛ ۲۳ اوت ۱۹۷۰ – ۳۱ اکتبر ۱۹۹۳) بازیگر، موسیقی‌دان و کنشگر آمریکایی بود. او در طول حرفه‌اش نامزد دریافت یک جایزهٔ اسکار و یک جایزهٔ گلدن گلوب شده بود.
فینیکس در یک خانواده دوره‌گرد به دنیا آمد و برادر بزرگتر رین فینیکس، واکین فینیکس، لیبرتی فینیکس و سامر فینیکس است. او تحصیلات رسمی نداشت، اما استعدادی غریزی برای گیتار از خود نشان داد. او فعالیت بازیگری خود را از ۱۰ سالگی در تبلیغات تلویزیونی آغاز کرد.  وی در فیلم ماجراجویی علمی تخیلی کاوشگران (۱۹۸۵) بازی کرد و اولین نقش برجسته خود را در فیلم کنار من بمان در سال ۱۹۸۶ داشت. فینیکس با بازی در فیلم ازنفس‌افتاده (۱۹۸۸) نامزد جایزهٔ اسکار بهترین بازیگر نقش مکمل مرد شد. او همچنین در فیلم آیداهوی اختصاصی خودم نقش یک همجنس‌گرا در جستجوی مادر بیگانه‌اش را ایفا کرد. وی برای این نقش برندهٔ جام ولپی بهترین بازیگر مرد در جشنواره فیلم ونیز شد.
فینیکس در ساعات اولیه ۳۱ اکتبر ۱۹۹۳، در ۲۳ سالگی به دلیل مصرف بیش از حد مواد مخدر در هالیوود غربی درگذشت. قبل از مرگ، وی در حال فیلمبرداری خون تیره بود که ۱۹ سال بعد، در سال ۲۰۱۲ به‌طور ناقص منتشر شد.

## گذشته
او در ۲۳ اوت ۱۹۷۰ با نام ریور جود باتم (به انگلیسی: River Jude Bottom) ‏در متولیوس ایالت اورگان در پنج مایلی مادراس به دنیا آمد. اسم کوچک او (ریور به معنی رودخانه) از رود رمان سیذارتا اثر هرمان هسه گرفته شده‌است و اسم وسطش (جود) از آهنگ هی جود گروه بیتلز می‌آید. مادرش آرلین شارون، زادهٔ منطقهٔ برانکس نیویورک بود و از خانواده‌ای یهودی و روس و پدرش، جان لی باتم، از خانواده‌ای کاتولیک ولی شخصاً غیرمذهبی از نژاد انگلیسی، آلمانی و فرانسوی و اهل فونتانای کالیفرنیا است. در ۱۹۶۸، مادر وی خانواده‌اش را ترک کرد و به کالیفرنیا رفت و در آن‌جا با پدر فینیکس آشنا شد. آن‌ها در ۱۹۶۹ با هم ازدواج کردند و بعداً به عضویت فرقهٔ فرزندان خدا درآمدند و به همین علت مبلٌغ مذهبی شدند و به آفریقای جنوبی رفتند تا در مزارع میوه کار کنند.
آن‌ها بعد از ریور صاحب چهار فرزند دیگر شدند: واکین (بازیگر)، رین (خواننده و بازیگر)، سامر (بازیگر و مدل) و لیبرتی (بازیگر). فینیکس همچنین یک برادر بزرگتر و ناتنی از پدرش داشت که جودن نام داشت ولی بعداً نامش را به تراست تغییر داد. خانواده فینیکس در زمانی که او بسیار کوچک بود، به خارج از کشور نقل مکان کردند. فینیکس اظهار داشت که آنها در فقر مطلق زندگی کردند. او و خواهرش از طریق آواز خواندن در خیابان‌های کاراکاس، ونزوئلا مخارج خانواده را تأمین می‌کردند در حالی که پدر و مادرش فقط مبلغین مذهبی بودند. فینیکس هرگز در مدرسه رسمی شرکت نکرد. بعدها نائومی فونر جیلنهال، فیلمنامه‌نویس و مادر جیک و مگی جیلنهال، اظهار کرد: «او کاملاً بدون تحصیلات بود. منظورم این است که او می‌توانست بخواند و بنویسد، و علاقه زیادی به آن داشت، اما او هیچ ریشه عمیقی در درک تاریخ و ادبیات نداشت.» جورج سلوزر ادعا داشت که فینیکس خوانش‌پریش بود.

### فرزندان خدا
در سال ۱۹۷۳، این خانواده به فرقه‌ای مذهبی به نام فرزندان خدا پیوستند. آنها در کاراکاس، ونزوئلا مستقر شدند، جایی که فرزندان خدا آنها را مستقر کرده بودند تا به عنوان مبلغین و جمع‌آوری میوه کار کنند. گرچه فینیکس به‌ندرت در مورد این فرقه صحبت می‌کرد، اما در ۱۹۹۴ در مصاحبه با اسکوایر، فینیکس گروه فرزندان خدا را «مشمئزکننده» نامید و گفت «آن‌ها فقط زندگی مردم را از بین می‌برند». طبق مجله ونتی فر، فینیکس در چهار سالگی مورد تجاوز قرار گرفت. در مصاحبه‌ای با مجلهٔ دیتیلز در ۱۹۹۱، ریور گفته بود که اولین رابطهٔ جنسی‌اش را در چهار سالگی و زمانی که در فرزندان خدا بودند تجربه کرده‌است. او بعداً تحت فشار نماینده‌هایش این ماجرا را یک شوخی نامید.
آرلین و جان سرانجام از فرقه فرزندان خدا ناامید شدند. بعداً آرلین به یک روزنامه‌نگار گفت که او و همسرش مخالف آیین این فرقه بودند. وی اظهار کرد: «این گروه توسط دیوید برگ، که درحال قدرتمند تر و ثروتمند تر شدن بود، رهبری می‌شد. او به دنبال جذب مریدان ثروتمند از طریق رابطه جنسی بود. به هیچ وجه.» خانوادهٔ فینیکس در ۱۹۷۷ به ایالات متحده نزد والدین آرلین، در فلوریدا نقل مکان و در ۲ آوریل ۱۹۷۹، نام خانوادگیشان را به فینیکس تغییر دادند تا تولد دوبارهٔ خانواده‌شان را نشان بدهند.

## حرفه بازیگری

### ۱۹۸۰–۱۹۸۵: اوایل کار

ریور روی پوستر دویدن روی هیچ

با تشویق‌های والدین‌اش به سینما روی آورد. او پس از بازی در چند نقش کوچک، در ۱۹۸۹ در ۱۸ سالگی برای بازی در دویدن روی هیچ اثر سیدنی لومت، نامزد دریافت اسکار نقش مکمل شد.
پس از بازگشت به ایالات متحده، آرلین به عنوان دبیر یک پخش کننده ان‌بی‌سی و جان به عنوان یک معمار شروع به کار کردند. آریس برتون، عامل استعدادیابی، ریور، واکین و خواهرانشان سامر و رین را در حال آواز خواندن در اوقات فراغتشان در وست وود، لس آنجلس دید و چنان شیفتهٔ این خانواده شد که نمایندهٔ این چهار خواهر و برادر شد.
فینیکس شروع به انجام تبلیغات تجاری برای میتسوبیشی، اوشن اسپری و ساکس فیفت اونیو کرد و اندکی بعد وی، برادر و سایر خواهرانش با مدیر انتخاب بازیگر، پنی مارشال از پارامونت پیکچرز قرارداد بستند. ریور و رین بلافاصله به عنوان افتتاح کننده اجرای «کودکان واقعی» انتخاب شدند. در سال ۱۹۸۰، فینیکس کار خود را به عنوان بازیگر به‌طور رسمی دنبال کرد و اولین حضور خود را در یک برنامهٔ تلویزیونی به نام فانتزی به همراه خواهرش رین به عنوان خواننده داشت.
در سال ۱۹۸۲، فینیکس برای نقش‌آفرینی در سریال تلویزیونی کوتاه مدت از شبکه سی‌بی‌اس به نام هفت عروس برای هفت برادر، انتخاب شد که در آن به عنوان کوچک‌ترین برادر، گاتری مک فادن نقش‌آفرینی کرد. فینیکس با گیتار خود به تست‌های بازیگری می‌رفت و با تقلید کردن نقش الویس پرسلی، تهیه‌کننده‌های نمایش را جذب خود می‌کرد. در این سن، فینیکس استعداد زیادی نیز در تپ دنس داشت.
تقریباً یک سال پس از پایان هفت عروس در سال ۱۹۸۳، فینیکس نقش جدیدی را در فیلم تلویزیونی سلبریتی در سال ۱۹۸۴ پیدا کرد. وی نقش جفی کرافورد جوان را بازی کرد. اگرچه او فقط حدود ده دقیقه روی صفحه بود، اما شخصیت او مهم بود.
کمتر از یک ماه از حضور وی در سلبریتی گذشته بود که وی در برنامه تلویزیونی «ای‌بی‌سی ویژه بعد از مدرسه: معمای خوانش‌پریشی» نقش‌آفرینی کرد. در این برنامه، فینیکس در نقش پسر جوانی بازی کرد که متوجه می‌شود به خوانش‌پریشی مبتلا است. واکین در کنار ریور در نقش کوچکی بازی کرد. در ماه سپتامبر، قسمت آزمایشی مجموعه تلویزیونی کوتاه مدت «این حرکت تو است» پخش شد. فینیکس به عنوان نقش برایان انتخاب شد و فقط یک خط دیالوگ داشت. وی همچنین در نقش پسر رابرت کندی، رابرت اف. کندی جونیر، در فیلم تلویزیونی رابرت کندی و اوقاتش بازی کرد. پس از اینکه به خاطر نقشش در خوانش‌پریشی مورد تحسین قرار گرفت، فینیکس تقریباً بلافاصله به عنوان نقش اصلی در فیلم تلویزیونی بعدی خود به نام زنده ماندن: یک خانواده در بحران انتخاب شد. او در نقش فیلیپ بروگان در کنار مالی رینگوالد و هتر اورورک بازی کرد. در نیمه فیلمبرداری زنده ماندن، آیریس برتون در مورد نقش احتمالی وی در فیلم کاوشگران با او تماس گرفت.
در اکتبر ۱۹۸۴، فینیکس نقش ولفگانگ مولر در فیلم علمی-تخیلی کاوشگران، اثر جو دانته در کنار ایثن هاک تضمین کرد و تولید پس از مدت کوتاهی آغاز شد. این فیلم در تابستان ۱۹۸۵ منتشر شد و اولین نقش اصلی فیلم سینمایی وی بود. در اکتبر ۱۹۸۶، فینیکس در کنار تیوزدی ولد و جرالدین فیتزجرالد در فیلم تحسین شدهٔ تلویزیونی از شبکه سی‌بی‌اس با نام «دایره خشونت: یک درام خانوادگی» نقش‌آفرینی کرد که داستانی را در مورد آزار سالخوردگان در خانه روایت می‌کرد. این آخرین نقش تلویزیونی فینیکس قبل از تبدیل شدن به ستارهٔ فیلم بود.

### ۱۹۸۶–۱۹۹۳: موفقیت انتقادی در کنار من بمان، ازنفس‌افتاده، آیداهوی اختصاصی خودم
در ۱۵ سالگی، فینیکس در فیلم محبوب کنار من بمان، اثر راب راینر، نقش قابل توجهی داشت، که باعث شد او به یک نام محبوب تبدیل شود. واشینگتن پست اظهار نظر کرد که فینیکس «مرکز جاذبه» را به این فیلم داده است. فینیکس اظهار داشت: «واقعیت این است که من آنقدر با نقش کریس چمبرز همذات‌پنداری کردم که اگر بعد از فیلمبرداری خانواده‌ام را نداشتم، احتمالاً باید به روان‌پزشک مراجعه می‌کردم.» کمی بعد در همان سال، فینیکس فیلم‌برداری صحنه‌های خود در نقش پسر شخصیت‌های هریسون فورد و هلن میرن، در فیلم ساحل پشه، ساختهٔ پیتر ویر را به پایان رساند. ویر گفت: «او به وضوح قرار بود ستارهٔ سینما شود. این چیزی جدا از توانایی بازیگری است. لارنس اولیویه هرگز آنچه که ریور داشت را نداشت.» در طول فیلم‌برداری پنج‌ماهه در بلیز، فینیکس عاشقانه‌ای را با همبازی خود، مارتا پلیمپتن آغاز کرد، رابطه‌ای که سالها به نوعی ادامه داشت. فینیکس از استقبال ضعیف این فیلم متعجب شد و نسبت به کار در فیلم در کنار من بمان احساس امنیت بیشتری کرد.
فینیکس بعداً به عنوان بازیگر نقش اول در درام-کمدی نوجوانان با نام شبی در زندگی جیمی ریردن (۱۹۸۸) انتخاب شد، اما از بازی خود ناامید شد: «طوری که فکر می‌کردم اتفاق نیفتاد و من خودم را سرزنش می‌کنم. من می‌خواستم یک کمدی کار کنم، و این قطعاً یک کشش بود، اما مطمئن نیستم که حتی فرد مناسبی برای این نقش بودم.» در سال ۱۹۸۸، فینیکس در فیلم نیکیتای کوچک، در کنار سیدنی پوآتیه نقش‌آفرینی کرد. در این مدت، خانوادهٔ فینیکس به‌طور منظم درحال نقل مکان بودند و تا زمانی که فینیکس ۱۸ ساله بشود، بیش از چهل بار نقل مکان کرد. فینیکس در سال ۱۹۸۷ برای خانوادهٔ خود مزرعه‌ای را در میکانوپی، فلوریدا، نزدیک گینسویل خریداری کرد.
ششمین فیلم سینمایی او به نام ازنفس‌افتاده (۱۹۸۸)، اثر سیدنی لومت بود که برای آن نامزد اسکار بهترین بازیگر نقش مکمل مرد (و همچنین گلدن گلوب) شد و افتخار بهترین بازیگر نقش مکمل را از هیئت ملی بازبینی فیلم دریافت کرد. هنگامی که کوین کلاین جایزه اسکار همان بخش را دریافت کرد، فینیکس از خوشحالی برای او از جایش بلند شد. مادرش آرلین به یاد می‌آورد: «من مجبور شدم جلوی دویدن ریور را به سمت کوین که به هدف در آغوش گرفتن او بود بگیرم. هرگز به ذهنش خطور نکرد که اصلاً اون نبوده که برنده شده است.» در همان سال، او برای دومین بار در مقابل هریسون فورد نقش جوانی ایندیانا جونز را در فیلم ایندیانا جونز و آخرین جنگ صلیبی به کارگردانی استیون اسپیلبرگ بازی کرد، و پس از آن پیشنهاد بازی در سریال تلویزیونی‌ای در همین نقش را رد کرد.
در سال ۱۹۹۰، فینیکس توسط بروس وبر برای مجلهٔ وگ عکس گرفت و سخنگوی کمپینی برای گپ بود. در سال ۱۹۹۱، فینیکس در فیلم تن‌به‌تن هوایی به همراه لیلی تیلور و کارگردانی نانسی ساووکا، نقش‌آفرینی کرد. در این درام عاشقانه، فینیکس نقش یک تفنگدار دریایی جوان آمریکایی را شب قبل از انتقال به ویتنام در نوامبر ۱۹۶۳ به تصویر کشید. تیلور اظهار داشت که فینیکس رنج می‌برد زیرا نمی‌توانست از شخصیتش فاصله بگیرد: «آن زمان او به هیچ [مواد مخدری] معتاد نبود - آن موقع فقط الکل می‌نوشید. این چیز دیگری بود… این نقش در واقع برای او یک نقش سخت بود، زیرا کاملاً متفاوت از آن چیزی بود که او در زندگی واقعی بود. او یک هیپی بود، و مشغول بازی در نقش یک تفنگدار دریایی بود. این در واقع رنج زیادی برای او ایجاد کرد. فکر نمی‌کنم از این کار لذت می‌برد، که واقعاً در آن ذهنیت قرار بگیرد.»
وی با کیانو ریوز سر صحنهٔ فیلم پدر و مادری که برادرش واکین در آن نقش‌آفرینی می‌کرد، آشنا شد. با این حال، گزارش شده است که فینیکس برای بازی در نقش بیل در پروژهٔ قبلی ریوز در فیلم ماجراجویی بسیار عالی بیل و تد، تست بازیگری داده بود، ولی این نقش به الکس وینتر داده شد. این دو برای اولین بار (به همراه کوین کلاین، تریسی آلمن و جوآن پلورایت) در سال ۱۹۹۰ در فیلم تا مرگ دوستت دارم همکاری کردند و دوباره در فیلم آوانگارد گاس ون سنت به نام آیداهوی اختصاصی خودم همبازی شدند. فینیکس در اکران مطبوعاتی آیداهوی اختصاصی خودم در جشنوارهٔ نیویورک، گفته بود که «احتمالاً از این به بعد تعداد زیادی فیلم با محوریت همجنس‌گراها ساخته خواهد شد» و اضافه کرده بود که «فکر می‌کنم لازم است چند تایی از این نوع فیلم‌ها ساخته شود تا بشود قدم بزرگی در زمینهٔ این معضل برداشت، تا جایی که این مسئله دیگر معضل نباشد، و آرزوی من هم همین است».
دیوید آنسن، در بررسی اجرای فینیکس برای نیوزویک تمجید کرد: «صحنهٔ کمپ که در آن مایک به طرز ناجوری عشق یک‌طرفهٔ خود را به اسکات اعلام می‌کند، یک شگفتی ظرافت است. در این صحنه، و در هر صحنه، فینیکس در شخصیت خود غوطه‌ور می‌شود و تقریباً فراموش می‌کنید قبلاً او را دیده‌اید: این یک نمایش کاملاً خیره کننده و حساس، تکان‌دهنده و کمیک است». دوستی او با ریوز و ون سنت تا مرگش ادامه داشت.
فینیکس برای بازی در فیلم آیداهوی اختصاصی خودم، افتخارات بهترین بازیگر مرد جشنواره فیلم ونیز، جامعه ملی منتقدان فیلم و جوایز ایندیپندنت اسپیریت را به دست آورد. این فیلم و موفقیت آن باعث قوت بخشیدن به چهرهٔ فینیکس به عنوان بازیگری با پتانسیل پراکنده و برجسته شد. در آن دوره، فینیکس شروع به استفاده از ماری جوانا، کوکائین و هروئین با برخی از دوستان خود کرد.
در کتاب پینک که گاس ون سنت در مورد فینیکس نوشته بود، ون سنت به وضوح گفت که فینیکس یک مصرف‌کننده منظم مواد مخدر نبوده، بلکه فقط گاه به گاه مصرف می‌کرد و این بازیگر مشکلش با الکل جدی‌تر بود. فینیکس همیشه سعی می‌کرد اعتیاد خود را پنهان کند، زیرا می‌ترسید که این موضوع حرفه‌اش را خراب کند؛ همانطوری که رابطه‌اش را با مارتا پلیمپتون خراب کرد.
فینیکس با رابرت ردفورد و دوباره با سیدنی پوآتیه برای فیلم شیادان همکاری کرد. یک ماه بعد، او شروع به همکاری در فیلم زبان خاموش که در سال ۱۹۹۴ منتشر شد، کرد. او همچنین نقش پل را در فیلم رودخانه‌ای از میان آن می‌گذرد به برد پیت از دست داد. فینیکس نقش کوتاهی را در فیلم حتی دختران گاوچران هم نغمه‌های بلوز را می‌فهمند، اثری دیگر از ونت سنت، در کنار خواهرش رین ایفا کرد. وی سپس در فیلم چیزی به نام عشق، اثری از پیتر باگدانوویچ، آخرین فیلم کامل شده‌اش پیش از مرگ، نقش‌آفرینی کرد. فینیکس سر صحنهٔ فیلمبرداری این فیلم با سامانتا ماتیس، وارد رابطه‌ای عاشقانه شد.
ریور قبل از درگذشتش در حال فیلمبرداری خون تیره، اثری از جورج سلوزر بود که به دلیل مرگ او هیچ‌وقت کاملاً تکمیل نشد و در سال ۲۰۱۲ به صورت خصوصی اکران شد.
او قرار بود در فیلم خاطرات بسکتبال (۱۹۹۴) بازی کند که پس از مرگش، آن نقش به لئوناردو دی کاپریو سپرده شد. همچنین آن رایس، او را برای نقش اصلی فیلم مصاحبه با خون‌آشام در نظر گرفته بود که تهیه‌کننده، به دلیل این‌که بازیگر شناخته‌شده‌تری می‌خواست، تام کروز را به فیلم تحمیل کرد. به این ترتیب، فینیکس در این فیلم نقش مصاحبه‌گر را بر عهده گرفت که آن نقش هم به دلیل درگذشتش به کریستین اسلیتر سپرده شد. فیلم بعداً به فینیکس هدیه شد و اسلیتر همهٔ درآمدش از فیلم را به موسسه‌های خیریهٔ محبوب فینیکس داد.
فینیکس با نظر عموم منتقدان، امیدوارکننده‌ترین ستارهٔ جوان دههٔ ۹۰ بود. او به همراه برادرش واکین، اولین برادرهایی هستند که نامزد اسکار بازیگری شده‌اند.

## موسیقی
هرچند که درآمد عمدهٔ ریور از راه سینما بود، ولی گفته شده که علاقهٔ اصلی او موسیقی بوده‌است. او آهنگساز و گیتاریستی چیره‌دست بود و حرفه گیتار را از پنج سالگی خودش به تنهایی به خود آموخته بود. وی در مصاحبه ای با E! در سال ۱۹۸۸ اعلام کرد که هدف آنها از مهاجرت به لس آنجلس، کالیفرنیا زمانی که نه سالش بود این بود که وی و خواهرش به موسیقی به صورت حرفه ای ادامه دهند. او همچنین گفت: "من به دلایل مالی وارد تبلیغات شدم و بازیگری برایم به مفهومی جذاب تبدیل شد.". قبل از قرارداد وی با عامل استعدادیابی، فینیکس، برادر و خواهرش، سعی داشتند با اجرا در خیابان‌های منطقه وست وود، لس آنجلس، در موسیقی حرفه ای ایجاد کنند، که اغلب اجرای آنها توسط پلیس، به علت تجمع مردم، متوقف می‌شد. از اولین ثمره موفقیت حرفه بازیگری خود، فینیکس ۶۵۰ دلار پس‌انداز کرد تا مالکیت ارزشمند خود را به‌دست آورد، گیتاری که به عنوان "پراگرسیو و فولک راک اثیری" توصیف کرد.
فینیکس هنگام کار در فیلم یک شب در زندگی جیمی ریردون در سال ۱۹۸۶، آهنگی به نام "قلبی برای گرفتن" را به صورت ویژه برای تیتراژ پایانی فیلم نوشت و ضبط کرد. استودیو قرن بیستم فاکس آن را از فیلم نهایی حذف کرد. اما کارگردان ویلیام ریچرت، این را برای نسخهٔ جدید این فیلم، چند سال بعد دوباره سر جای خود قرار داد. هنگام فیلمبرداری بود که فینیکس با کریس بلک ول از آیلند رکوردز ملاقات کرد. این جلسه بعداً فینیکس را با یک قرارداد دو ساله با این شرکت تضمین کرد. فینیکس از ایده یک هنرمند انفرادی بدش می‌آمد و از همکاری لذت می‌برد؛ بنابراین او بر روی تشکیل یک گروه تمرکز کرد. گروه وی آلکاز اتیک نام داشت که در سال ۱۹۸۷ تشکیل شد. در این گروه خواهرش رین نیز عضو بود. ریور همچنین دوستی نزدیکی با مایکل استایپ، خوانندهٔ گروه آر ای ام داشت.
فینیکس متعهد به کسب اعتبار توسط لیاقت خود بود و اظهار داشت که گروه برای اجراهایی که سودی برای سازمان‌های خیریه نداشت، از نام او استفاده نکنند. اولین آهنگ منتشر شده فینیکس "آن سوی راه" بود که با هم گروهی خود، جاش مک کی نوشته شده بود. این آهنگ در سال ۱۹۸۹ در آلبومی به سود بنیاد مردمی رعایت اصول اخلاقی در برابر جانوران با عنوان خودت را رام کن منتشر شد. در سال ۱۹۹۱، فینیکس قطعه ای گفتاری را به نام "Curi Curi" برای آلبوم TXAI اثر میلتون ناسیمنتو نوشت و ضبط کرد. در همان سال، آهنگ آلکاز اتیک به نام "Too Many Colors" در فیلم آیداهوی اختصاصی خودم استفاده شد، که فینیکس در نقش اصلی آن بازی کرد.
گروه آلکاز اتیک در سال ۱۹۹۲ منحل شد، اما فینیکس به نوشتن و اجرا ادامه داد. فینیکس هنگام کار در فیلم چیزی به نام عشق در سال ۱۹۹۳، آهنگ "Lone Star State of Mine" را نوشت و ضبط کرد که در این فیلم این آهنگ را اجرا کرد. این آهنگ در آلبوم موسیقی متن فیلم شامل نشد. در سال ۱۹۹۶، آهنگ "یادداشتی برای یک دوست" از آلکاز اتیک در آلبوم سودمند در دفاع از حیوانات: جلد دوم منتشر شد که فلی، عضو گروه رد هات چیلی پپرز به عنوان بیسیست در این آهنگ همکاری کرده بود. فینیکس با دوستش جان فروشانته که برای اولین بار از گروه رد هات چیلی پپرز جدا شده بود همکاری کرد و آهنگهای "Height Down" و "Well I'm Been" را در دومین آلبوم انفرادی فروشانته به عنوان Smile from the Streets You Hold در سال ۱۹۹۷ منتشر کرد. فینیکس یک سرمایه‌گذار در تور خانه بلوز (که توسط دوست خوب او و همبازی اش در فیلم شیادان، دن اکروید تأسیس شد) در کمبریج، ماساچوست بود، که پس از خدمت به گروهی از افراد بی خانمان در روز شکرگزاری سال ۱۹۹۲ درهای خود را به روی عموم گشود.

## فعالیت‌های اجتماعی
فینیکس یک فعال حقوق حیوانات، فعال محیط زیست و سیاسی بود. او از ۷ سالگی گیاه‌خوار بود. وی سخنگوی برجسته بنیاد مردمی رعایت اصول اخلاقی در برابر جانوران بود و به دلیل تلاش‌های خود برای جمع‌آوری کمک مالی، جایزه بشردوستانه آنها را در سال ۱۹۹۲ دریافت کرد. در ۱۹۹۰، در روز زمین، فینیکس مقالهٔ ای با نام ما دنیا هستیم با هدفگیری به سوی مخاطبان جوان خود نوشت که در مجلهٔ هفده چاپ شد. دوست دختر اول او، مارتا پلیمپتن یادآوری می‌کند: «یک بار وقتی پانزده ساله بودیم، من و ریور برای یک شام تجملی به منهتن رفتیم و من خرچنگ‌هایی با پوسته نرم سفارش دادم. او رستوران را ترک کرد و با گریه شروع به پیاده روی در خیابان پارک کرد. من بیرون رفتم و او گفت، «من تو را خیلی دوست دارم، چرا؟...» او به شدت از اینکه من یک حیوان داشتم می‌خوردم غمگین بود.» 
او به بسیاری از سازمان‌های زیست‌محیطی و بشردوستانه کمک مالی کرد و ۸۰۰ هکتار از جنگل‌های در معرض خطر را در کاستاریکا خریده بود. علاوه بر سخنرانی در جلسات برای گروه‌های مختلف، فینیکس و گروهش غالباً برای موسسات خیریه معروف و همچنین محلی در منطقه گینزویل، فلوریدا اجراهایی را نیز برگزار می‌کردند. او در انتخابات ریاست جمهوری آمریکا سال ۱۹۹۲ از بیل کلینتون حمایت کرد.
برادر وی واکین، بعد از مرگ فینیکس، از اعضای فعال بنیاد مردمی رعایت اصول اخلاقی در برابر جانوران است و سنت خانوادگی فینیکس‌ها را در عدم استفاده از محصولات حیوانی ادامه می‌دهد.

## مرگ

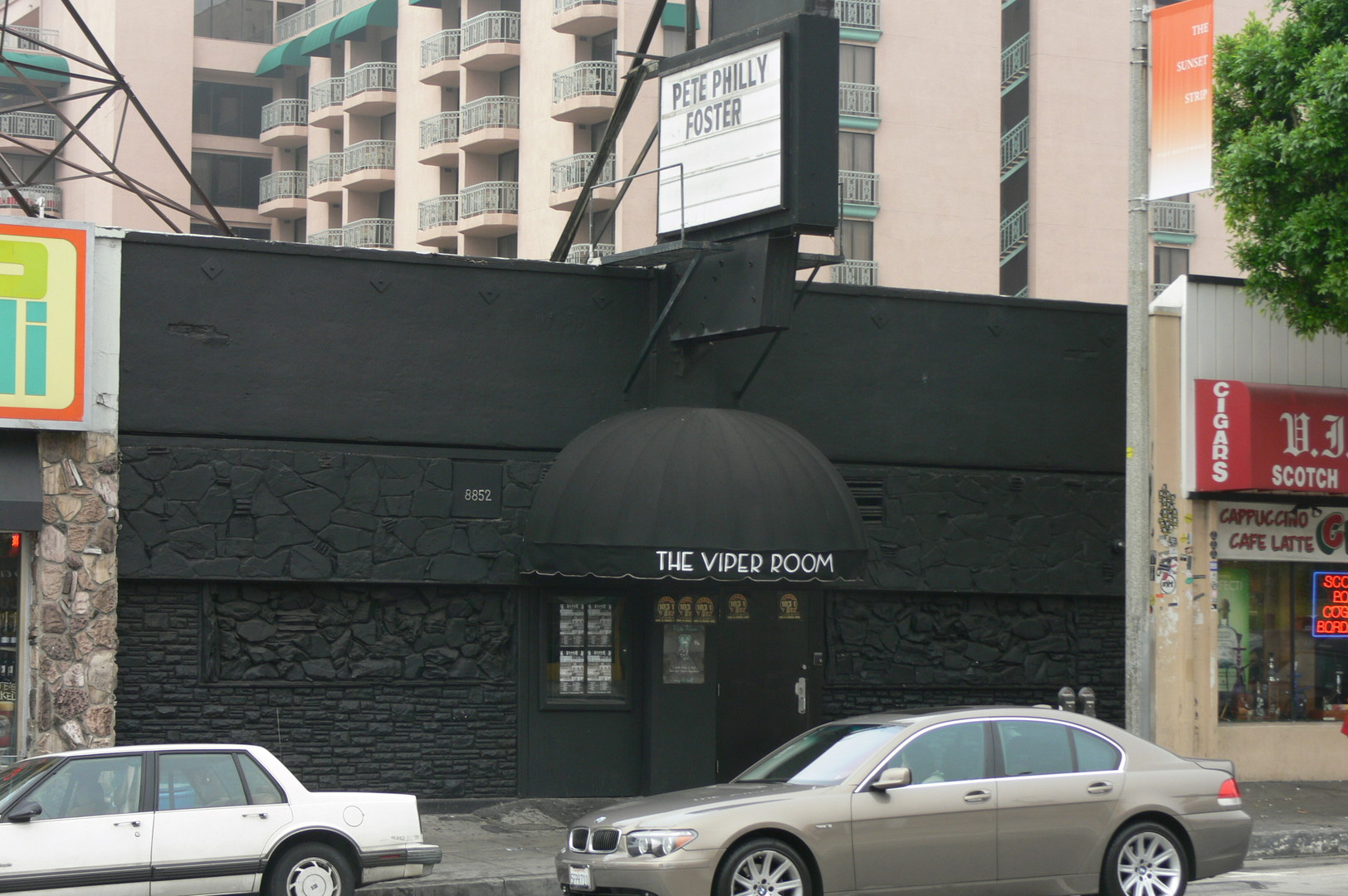
وایپر روم

در ۳۱ اکتبر ۱۹۹۳، فینیکس بیرون نایت کلاب وایپر روم درگذشت.
در اواخر اکتبر ۱۹۹۳، فینیکس با پروازی پس از شش تا هفت هفته در یوتا و سپس یک هفته در نیومکزیکو برای تکمیل سه هفته از کارهای باقی مانده از آخرین پروژه خود، خون تیره، فقط برای یک روز به لس آنجلس بازگشت. این فیلم سرانجام در سال ۲۰۱۲ تکمیل شد.
باب فارست (نوازنده و بعداً مشاور معتادین مواد مخدر)، دوست خوب فینیکس، در کتاب خود در به عنوان «دویدن با هیولاها» که در سال ۲۰۱۳ منتشر شد، یکی از مفصل‌ترین گزارش‌ها را دربارهٔ آخرین روزهای فینیکس و لحظات منتهی به مرگ وی بیان کرد. عصر ۳۰ اکتبر ۱۹۹۳، فینیکس قصد داشت با گروه P اجرایی داشته باشد. این گروه شامل یکی از دوستان خوب او فلی از گروه رد هات چیلی پپرز، جانی دپ، گیبی هینس از گروه بات‌هول سرفرز همراه با ال یورگنسن از گروه مینستری در وایپر روم، یک کلوپ شبانه هالیوود که در آن زمان متعلق به دپ بود، بود.
فارست ادعا می‌کند که فینیکس و جان فروشانته با هم به این کلوپ شبانه آمدند و در آنجا با دوست دختر فینیکس سامانتا ماتیس، برادر فینیکس واکین و خواهرشان رین همراه با فلی و دپ دیدار می‌کنند. پس از ورود، کوکائین بلافاصله در کلوپ پخش شد. فارست گفت که فینیکس به وضوح به اندازه کافی مواد مخدر مصرف کرده بود. در حین اجرای گروه P، فارست اظهار کرد که فینیکس روی شانه او ضربه زده تا به او بگوید که حال خوبی ندارد و فکر می‌کند بیش از حد مواد مخدر مصرف کرده‌است. فارست در جواب به فینیکس گفت که فکر نمی‌کند بیش از حد مصرف کرده باشد زیرا می‌تواند بایستد و صحبت کند. با این وجود، او پیشنهاد داد که فینیکس را به خانه ببرد، اما فینیکس با بیان اینکه حال وی بهتر است، از این کار منصرف شد. فینیکس، بعد از بیرون آمدن از کلوپ، با صورت به پیاده‌رو می‌افتد و برای ۸ دقیقه دچار تشنج می‌شود. به گفته فارست، چند لحظه بعد در کلوپ هیاهویی به پا می‌شود و او به بیرون می‌رود. فارست، ماتیس را در حال فریاد کشیدن بر سر بدن بی حال دوست پسرش درحالی که وی در پیاده‌رو تشنج کرده بود پیدا می‌کند.
همچنین، به گفتهٔ فرانک ویلکینس، او شب قبل از درگذشت‌اش، بعد از رد کردن پیشنهاد اجرای موسیقی، به همراه چند نفر از دوستانش در دستشویی در حال مصرف مواد بوده‌است. گفته شده‌است که یکی از دوستانش به او کمی پرشین براون (نوعی متامفتامین قوی که با مسکٌن ترکیب می‌شود) تعارف می‌کند و کمی بعد از مصرف آن، حال ریور خراب می‌شود. بعد از بیرون آمدن از آن‌جا، ریور با صورت به پیاده‌رو می‌افتد و برای ۸ دقیقه دچار تشنج می‌شود.
برادر وی، واکین با ۹۱۱ تماس می‌گیرد و نمی‌تواند وضعیت تنفس فینیکس را تشخیص دهد چون در حقیقت در آن لحظه فینیکس تنفس‌اش قطع شده بوده. خواهرش، رین شروع به دادن تنفس دهانی می‌کند، ولی مأمور ۹۱۱ به او می‌گوید که نباید این کار را بکند. 
هنگامی که آمبولانس می‌رسد، فینیکس هنوز در قید حیات بوده‌است و دوستش فلی با او به مرکز پزشکی سیدرز-ساینای می‌رود. وقتی فارست به بیمارستان می‌رسد، ماتیس را می‌بیند که در راهرو ایستاده و گریه می‌کند. تلاش‌های بیشتر برای احیای فینیکس در بیمارستان به نتیجه نمی‌رسد و در ساعت ۱:۵۱ بامداد روز ۳۱ اکتبر ۱۹۹۳ در ۲۳ سالگی درگذشت او اعلام می‌شود.
گاوین ادواردز در کتابش با عنوان شب گذشته در وایپر روم: ریور فینیکس و هالیوودی که او پشت سر گذاشت که در سال ۲۰۱۳ منتشر شد، فروشانته را مقصر مرگ فینیکس می‌داند زیرا او کسی بود که مواد مخدر را آن شب برای فینیکس تأمین کرد. در مصاحبه ای که کارگردان، ویلیام ریچرت با ادواردز در مورد مرگ فینیکس می‌کند، ادواردز اظهار می‌کند که سامانتا ماتیس نیز فروشانته را متهم کرده‌است. به گفتهٔ وی «ریور نمی‌خواست آن شب به آنجا برود. او (ماتیس) پیشنهاد کرد که خودش واکین و رین را به جای وی به کلوپ ببرد زیرا واکین هنوز زیر سن قانونی بود. ریور در آخرین لحظه تصمیم خود را تغییر می‌دهد و در آسانسور به استقبال آنها می‌دود؛ بنابراین ریور با سامانتا، واکین و رین به کلوپ رسیدند و روی یک میز در پشت کلوپ را نشستند. وی در آنجا منتظر به دعوت شدن برای اجرایش بود. او هوشیار بود زیرا قصد داشت با فلی روی صحنه برود. وی بعد از آنکه فهمید فضای کافی برای او بر روی صحنه نیست، قصد داشت گیتار خود را به میز خود برگرداند و آنجا گیتار بنوازد.» طبق گفته ریچرت، پس از رسیدن به کلوپ، ماتیس اظهار کرد که جان فروشانته به میز آنها نزدیک شده و لیوان پلاستیکی آبی رنگی را به ریور داده‌است و گفته‌است، «این را بنوش، ریو، احساس شگفت انگیزی به تو می‌دهد.» ریور آن را می‌نوشد و بلافاصله واکنش نشان می‌دهد. گردن او برمی آید، کمر او فشرده می‌شود و می‌گوید، «مشکلی وجود دارد» سپس او پشت میز استفراغ می‌کند.
ریچرت اظهار کرد که ماتیس بعداً داستان خود را تغییر داده و دیگر نامی از فروشانته نبرده‌است. ریچرت همچنین اشاره کرد که به دنبال مرگ فینیکس، فروشانته دچار حمله پارانویا شده و تهدید می‌کرد که خود را خواهد کشت زیرا از دستگیر شدن می‌ترسید. وی ادعا کرد که فروشانته برای چند روز در عمارتی که رد هات چیلی پپرز آلبومشان را در آنجا در سال ۱۹۹۱ ضبط کرده بودند، خودش را حبس کرده بود. ریچرت اظهار کرد که جانی دپ مجبور به معاشرت با فروشانته شده و به او اطمینان داد که هیچ‌کس به زندان نمی‌افتد. در آن زمان، پدر فینیکس نیز به خاطر مرگ پسرش از فروشانته خشمگین بود و در مصاحبه ای گفت: «به او بگویید که اگر او را پیدا کنم او را خواهم کشت. او بسیار ثروتمند و بسیار جوان است، ۲۳ ساله مانند ریور، اما او معتاد وحشتناکی است که به یک اغفال کننده تبدیل شده‌است…» این خانواده هرگز از کسی برای مرگ فرزندشان شکایت نکردند.
در سال ۲۰۱۸، سامانتا ماتیس در مورد مرگ فینیکس صحبت کرد. ماتیس گفت که او و فینیکس در ابتدا فقط قصد داشتند خواهر و برادر فینیکس را به وایپر روم برسانند، اما فینیکس تصمیم گرفت برای مدتی در آنجا بماند تا از او بخواهند با گروه اجرا کند. او اصرار داشت که در طول دوستی آنها، فینیکس را هوشیار می‌دانسته‌است، اما «چند روز قبل از مرگ او، من می‌دانستم که چیزی در جریان است… من کسی را ندیدم که [آن شب] مواد مخدر مصرف کند اما به گونه ای به نظر می‌رسید که او مواد مخدر مصرف کرده‌است و این موضوع من را ناراحت کرده بود.» وی افزود که «هروئینی را که باعث مرگ او شد تا زمانی که وارد وایپر روم شد مصرف نکرده نبود. من تردیدهای خودم را دربارهٔ اتفاقی که افتاد دارم ولی چیز خاصی ندیدم.» ماتیس آن شب به دستشویی رفت و در بازگشت به میز دید که ظاهراً فینیکس با یک نفر دیگر درگیر شده‌است. مسئولان کلوپ هر دو نفر را از کلوپ خارج کردند. ماتیس به طرف مقابل فریاد زد: «چه کاری انجام داده‌ای؟ روی چه چیزی [مواد مخدر] هستی؟»، اما شخص دیگری به او گفت «او را تنها بگذار، اوج لذت او را داری خراب می‌کنی.» طبق آن روایت، در همان لحظه، فینیکس روی زمین افتاده و شروع به تشنج کرده‌است.
طبق گفته گیبی هینز، گروه در حال اجرای آهنگ خود "Michael Stipe" بود در حالی که فینیکس در خارج از محل برگزاری تشنج کرده بود. وقتی خبر تشنج وی در این کلوپ پخش شد، فلی صحنه را ترک کرد و با عجله بیرون رفت. در همان زمان، امدادگران به محل حادثه رسیده بودند و فینیکس را در حین حمله سیانوتیک دیده بودند، در حالت کامل ایست قلبی و بیهوشی. آنها برای شروع مجدد قلب وی دارو تجویز کردند.
روز بعد، این کلوپ به یک زیارتگاه موقت تبدیل شد و طرفداران و عزاداران گل، عکس و شمع در پیاده‌رو و همچنین پیام‌های گرافیتی خود را روی دیوارهای کلوپ به جای گذاشتند. بر روی پنجره، تابلویی نصب شده بود که روی آن نوشته شده بود: «با احترام زیاد و عشق به ریور و خانواده‌اش، وایپز روم به‌طور موقت تعطیل است. صمیمانه به همه خانواده، دوستان و عزیزان وی تسلیت می‌گوییم. دلمان برای او تنگ خواهد شد.» این کلوپ به مدت یک هفته بسته بود. جانی دپ که از صاحبان وایپر روم بود، تا سال ۲۰۰۴ که سهم خود را فروخت، هر سال در روز ۳۱ اکتبر، آن‌جا را به احترام ریور تعطیل می‌کرد که این رسم بعد از کنار کشیدن‌اش از آن‌جا، ادامه پیدا نکرد. با این‌حال طرفداران ریور، هر سال در این روز، بیرون رستوران جمع می‌شوند و به او ادای احترام می‌کنند.
فینیکس در مصاحبه‌ای گفته بود که «آرزو داشتم که این‌قدر هشیار نبودم». او با آگاهی‌اش نسبت به وضعیت افسردگی در حال تشدیدش، در مصاحبه‌ها گفته بود که در کودکی توسط اعضای فرزندان خدا با او بدرفتاری می‌شده. او هیچ‌وقت به‌طور واضح توضیح نداد که این بدرفتاری چه معنی‌ای می‌دهد ولی بسیاری، تجربه‌های او در کودکی را از عوامل نوع پایان یافتن زندگی‌اش می‌دانند.
مرگ او، به دلیل شکل زندگی‌اش و دغدغه‌های انسان‌دوستانه و اجتماعی و سیاسی‌اش، از پر سر و صداترین اتفاقات هالیوود بود و از آن به عنوان یکی از فجیع‌ترین و تکان‌دهنده‌ترین‌ها نام برده شد. خانواده و دوستان او تا چندین سال بعد در مورد این اتفاق صحبتی نکردند و بعضی از آن‌ها هنوز هم نمی‌کنند. یکی از نویسندگان فینیکس را «جیمز دین گیاهخوار» توصیف کرد و مقایسه‌هایی در مورد جوانی و مرگ ناگهانی هر دو بازیگر انجام شد.
در کالبد شکافی وی در ۱۵ نوامبر ۱۹۹۳، مطالعات سم‌شناسی نشان داد که غلظت‌های بالایی از مورفین و کوکائین در خون و همچنین سایر مواد با غلظت کمتری وجود دارد. علت مرگ «مسمومیت حاد چند دارویی»، از جمله کوکائین و مورفین بود.
در ۲۴ نوامبر ۱۹۹۳، آرلین فینیکس (بعداً نام خود را به "هارت" تغییر داد) نامه ای سرگشاده در مورد زندگی و مرگ پسرش در لس آنجلس تایمز منتشر کرد. بخشی از آن خوانده شده‌است:
دوستان، همکاران وی و بقیه اعضای خانواده ما می‌دانند که ریور مصرف کننده همیشگی مواد مخدر نبود. او در فلوریدا با ما در خانه زندگی می‌کرد و تقریباً هرگز بخشی از «صحنه شبانه» در لس آنجلس نبود. او تازه از زیبایی و سکوت بکر یوتا که شش هفته در آن فیلمبرداری بود به لس آنجلس رسیده بود. احساس می‌کنیم هیجان و انرژی کلوپ شبانه و صحنه مهمانی هالووین فراتر از تجربه و کنترل همیشگی او بود. چند روح جوان زیبا دیگر، که برای ما ناشناخته مانده‌اند، با استفاده سرگرم کننده از مواد مخدر مرده‌اند؟ دعای من این است که از دنیا رفتن ریور به این شکل توجه جهانیان را به روح نسل او که اینگونه درد می‌کشند جلب کند. ریور در طول زندگی خود بر روی زمین چنین تأثیر بزرگی ایجاد کرد. او صدای خود را پیدا کرد و جای خود را پیدا کرد. و حتی ریور که همه دنیا را برای گوش دادن به او در اختیار داشت، ناامیدی عمیقی را احساس کرد که هیچ کس نشنید. قراره چی اتفاق بیفته؟ چرنوبیل کافی نبود. اکسون والدز کافی نبود. جنگ خونین بر سر نفت کافی نبود. اگر مرگ ریور قلب جهانی ما را باز می‌کند، پس می‌گویم، متشکرم پسر عزیزم، برای یک هدیه دیگر به همه ما.
جسد فینیکس در گینزویل، فلوریدا در محل تشییع جنازه میلام سوزانده شد و خاکستر او در رودخانه ای که خانواده اش در مونتزوما، کاستاریکا مالک آن بودند، پراکنده شد.

## پروژه‌های منتشر نشده و فیلم‌برداری نشده
مرگ ناگهانی فینیکس باعث شد که او نتواند نقش‌های مختلفی را که قبلاً برای آنها انتخاب شده بود را نقش آفرینی کند:
- فینیکس قرار بود دو هفته پس از مرگش در فیلم مصاحبه با خون‌آشام، اثر نیل جوردن نقش آفرینی کند.[۶۳][۶۴] وی قرار بود در نقش دانیل مولوی، مصاحبه‌کننده، بازی کند، که آن نقش به دلیل درگذشتش به کریستین اسلیتر سپرده شد.[۳۰][۶۵]  اسلیتر همهٔ درآمدش از فیلم را به موسسه‌های خیریهٔ محبوب فینیکس داد.[۶۶][۶۷][۳۴] این فیلم بعد از تیتراژ پایانی به فینیکس تقدیم شده‌است.
- گاردین در سال ۲۰۰۳ اظهار کرد: «احتمال نقش آفرینی فینیکس در نقش پسر سوزان ساراندون در فیلم گذرگاه ایمن (۱۹۹۴) زیاد بوده‌است. این نقش در نهایت به شان آستین رسید.»[۳۰]
- فینیکس قراردادی را برای ایفای نقش در فیلم رویاهای شکسته، فیلمنامه ای که توسط جان بورمن و نیل جوردن (به کارگردانی بورمن) نوشته شده و وینونا رایدر نیز در آن نقش آفرینی قرار بود بکند، به عنوان نقش اصلی امضا کرده بود. این فیلم به دلیل مرگ فینیکس در حالت تعلیق قرار گرفت. در ژوئن ۲۰۱۲، اعلام شد که کلب لندری جونز برای بازی در این نقش انتخاب شده‌است.[۶۸]
- گاس ون سنت، فینیکس را راضی به نقش آفرینی در نقش کلیو جونز در فیلم میلک کرد.[۶۹] سرانجام این نقش در سال ۲۰۰۸ به امیل هرش رسید.
- در مجلهٔ اینترویو از ون سنت سؤال شد، «شما قصد داشتید در مورد اندی وارهول فیلمی با نقش آفرینی ریور بسازید، درست است؟» ون سنت گفت: «بله. ریور به نوعی شبیه اندی در روزهای جوانی اش بود. اما آن پروژه هرگز پیش نرفت.»[۶۹]
- در سال ۱۹۸۸، فینیکس نسخه ای از فیلمنامهٔ خاطرات بسکتبال را با خود حمل می‌کرد. او شنیده بود که یک نسخه سینمایی در دست ساخت است و می‌خواست نقش زندگینامه جیم کارول را بازی کند. این فیلم در موارد متعددی توقف شد و وی هر بار به عنوان رقیب اصلی این نقش ذکر می‌شد. خاطرات بسکتبال در سال ۱۹۹۵ با نقش‌آفرینی لئوناردو دی کاپریو ساخته شد.[۷۰]
- او ابراز علاقه کرده بود که دوست دارد نقش آرتور رمبو، شاعر قرن نوزدهم را در فیلم کسوف کامل (۱۹۹۵) توسط کارگردان لهستانی آگنیسکا هالند بازی کند.[۳۰] فینیکس قبل از انتخاب شدن برای نقش درگذشت و سرانجام این نقش به لئوناردو دی کاپریو رسید.[۷۱]

## میراث
هر ساله در تاریخ ۳۱ اکتبر، طرفداران وی ادای احترام به زندگی این بازیگر می‌کنند. جمله معروف وی «بازیگری مانند ماسکی از هالووین است که آن را روی صورت می‌گذاری» به صورت مکرر توسط طرفداران وی در شبکه‌های اجتماعی تکرار می‌شود. دیگر بازیگران مردی که فینیکس را الهام‌بخش و همچنین زمینه‌ساز برای خود معرفی کرده‌اند، شامل لئوناردو دی کاپریو، جرد لتو، جیمز فرانکو، و بسیاری دیگر، هستند.
برادر وی، واکین فینیکس، در سخنرانی پذیرش بهترین بازیگر مرد در نود و دومین دوره جوایز اسکار در سال ۲۰۱۹، با بیان "هنگامی که ۱۷ ساله بود، برادرم [ریور] این غزل را نوشت، 'با عشق از خود گذشتگی کن و آرامش به دنبالش خواهد آمد.'" به وی ادای احترام کرد. وی در سپتامبر سال ۲۰۲۰، صاحب پسری با رونی مارا شد و نام فرزندش را ریور انتخاب کرد.

### در فرهنگ و رسانه
به دلیل مرگ نابهنگام‌اش، وی همیشه موضوع تعداد زیادی از آثار هنری بوده‌است. اولین کسی که در موسیقی از فینیکس اسم برد، خواننده‌ای برزیلی به نام میلتون ناسیمنتو بود که آهنگی به نام «ریور فینیکس: نامه‌ای به یک بازیگر جوان»، بعد از دیدن فیلم ساحل پشه نوشت. بعد از او هم گروه رد هات چیلی پپرز که از دوستان فینیکس بودند، آهنگی به نام «ببخشش» از آلبوم سال ۱۹۹۱، به یاد او نوشتند. در متن این آهنگ: «رودخانه ای (ریور) وجود دارد که برای بخشش متولد شده‌است، گرم نگهت می‌دارد و نمی‌گذارد بلرزید، قلب او هرگز پژمرده نمی‌شود…». فینیکس همچنان در موزیک ویدئوی آهنگ «شکستن دختر» نیز حضور دارد. این گروه همچنین پس از مرگ وی، آهنگ «ورا رفتن» (با عنوان اصلی ریور) از آلبوم یک دقیقه داغ را به وی تقدیم کردند. گیتاریست این گروه، جان فروشانته، آهنگ «از خیابان‌هایی که دربرداری لبخند بزن» را به وی تقدیم کرد. فروشانته اولین قسمت این آهنگ را که دربارهٔ دوستی آنها با یکدیگر بود، زمانی که فینیکس در قید حیات بود نوشت. بعد از مرگ فینیکس، فروشانته قسمت دوم این آهنگ را برای یادبود وی نوشت.
فینیکس موضوع تعداد دیگری از آثار نیز بود. گروه آر ای ام، آلبوم هیولایشان را به او تقدیم کرده‌اند (زیرا مایکل استایپ و وی دوستان نزدیکی بودند) و گفته می‌شود آهنگ «نامه ای-باو» از آنها که از آلبوم ماجراهای جدید در های-فای (۱۹۹۶) بود برگرفته از نامه ای بود که مایکل استایپ برای وی نوشته بود که هرگز آن را به علت مرگ فینیکس ارسال نکرد. در آهنگ «زندگی مقدس» از آلبوم معروف گروه بریتانیایی به نام کالت نیز به وی اشاره شده‌است: «ریور فینیکس خیلی جوان بود، آیا نمی‌دانید شاهزاده شما رفته‌است؟».
خوانندهٔ سابق گروه ۱۰٬۰۰۰ منیاکس، ناتالی مرچنت، آهنگ جنجالی را به نام «ریور» نوشت و ضبط کرد که در سال ۱۹۹۵ در آلبوم انفرادی زنبق ببر (الکترا) منتشر کرد. در حالی که او از مرگ یک «پسر جوان و قوی هالیوودی» که «یکی از ما بود» ابراز تأسف می‌کند، او به شدت از افراط و تفریط مردم و توجه حریصانهٔ رسانه‌ها به این واقعه انتقاد می‌کند و می‌افزاید: «چرا شما اجازه نمی‌دهید که او برود … / به پدرش و مادرش آرامش دهید»، و همچنین:«این فقط یک فاجعه است»، و در پایان این سؤال اصلی را می‌پرسد: «چگونه می‌توانستیم او را از خودش نجات دهیم؟»
سام فیلیپس هم آهنگ برای ریور از آلبوم مارتینی‌ها و بیکینی‌هایش را به وی تقدیم کرده‌است. از دیگر آهنگ‌های الهام گرفته از فینیکس می‌توان به «ترانه ای برای ریور فینیکس (اگر می‌دانستم)» از دانا لیونز، «هالووین» ساخته گرنت لی بوفالو، «ریور» آهنگی از الیس پائول، تهیه شده در سال ۱۹۹۴ برای آلبوم داستان‌ها، «معبود مزرعه» از روفس وین‌رایت، «ریور فینیکس» از نادا سرف، «کریس چمبرز» از استریوفونیکس، «ریور فینیکس» از جاکس کانتی و «ریور فینیکس» و «ریور فینیکس (قسمت دوم)» از گروه سانتا کروز اشاره کرد.
بلیندا کارلایل در آلبوم زن و مرد در سال ۱۹۹۶، در آهنگ «کالیفرنیا» به وی اشاره کرد. این آهنگ با خط «یادم می‌آید که در یک سالن برنزه بودم، وقتی شنیدم ریور فینیکس از بین ما رفته‌است» آغاز و پایان می‌یابد. در آهنگ «هالیوود» در آلبوم پادشاهی آمده از جی-زی، از او به عنوان یکی از بسیاری از مرگ‌هایی که با فشارهای هالیوود اتفاق افتاده‌است یاد شده‌است. گروه موسیقی نیویورکی ژاپنتر آهنگی را در آلبوم اسکافد آپ مای هافی (۲۰۰۸) با عنوان «ریور فینیکس» منتشر کردند که در مورد برخی از وقایع زندگی او است سراییده شده و در کروس آهنگ «ریور فینیکس نمی‌خواست» را نوشتند. در ترانه «وایپر روم»، ویسلی ویلیس به مرگ ناگهانی فینیکس در کلاب وایپر روم، با بیان اینکه او «... مانند یک دوبرمن فروپاشید و مرد» اشاره کرد. مت فیشل، هنرمند بریتانیایی در آلبوم خود درست فکر نکردن در سال ۲۰۱۳ به فینیکس در آهنگ «وقتی پسر پسر را می‌بیند» اشاره کرد. متن شعر آن، اتاق خوابی را نشان می‌دهد که در آن دیوارها «پوشیده از پوسترهای بتها و ستاره‌های راکی است که خیلی جوان مرده‌اند» و بیت سوم این ترانه حاوی خط «من با چشمکی کوچک به ریور فینیکس که به دیوار آویخته‌است ادای احترام کردم». در موزیک ویدیوی همراه آهنگ، یک پوستر متحرک از فینیکس روی دیواری در کنار جیمی هندریکس، فردی مرکوری و کورت کوبین آویزان است.
گاس ون سنت که از دوستان نزدیک فینیکس بود و در فیلم آیداهوی اختصاصی خودم با وی همکاری کرده بود، فیلم حتی دختران گاوچران هم نغمه‌های بلوز را می‌فهمند (۱۹۹۴) را به ریور تقدیم کرده و رمانی به نام صورتی (۱۹۹۷) در مورد او نوشته‌است. مستندساز تجربی، کم آرچر نیز مستندی با نام غرق کردن ریور فینیکس به عنوان بخشی از مجموعه مشاهیر آمریکا ساخته‌است. در طی اجراهای ۱۳ نوامبر و ۱۵ نوامبر ۱۹۹۳، و ۱۲ فوریه ۱۹۹۴، و یکی از آخرین نمایش‌های نیروانا در ایالات متحده در سیاتل در ۷ ژانویه ۱۹۹۴، کرت کوبین، خوانندهٔ گروه نیروانا، در چهار تا از کنسرت‌های گروه‌اش در ۱۹۹۴، آهنگ «عیسی من را برای اشعه آفتاب نمی‌خواهد» به فینیکس (در میان افراد مشهور دیگری که جوان فوت کردند)، فقط چند ماه قبل از مرگ کوبین، اختصاص داد. خود کرت چند ماه بعد در ۲۷ سالگی خودکشی کرد. تام پتی نیز آهنگی را در یکی از کنسرت‌هایش در گینزویل، فلوریدا (شهر خود پتی و فینیکس) به او تقدیم کرد.
گروه بریتانیایی منیک استریت پریچرز از فینیکس در ترانه «اگر آمریکای سفید برای یک روز حقیقت را بگوید دنیایش از بین می‌رود» (از آلبوم انجیل مقدس، ۱۹۹۴) در این خط نام می‌برد: «... من الان به فاجعه هالیوود فکر می‌کنم؛ بیگ مک؛ اسمک؛ فینیکس، ر؛ لطفاً همه لبخند بزنید …». فینیکس موضوع آهنگ جنجالی گروه استرالیایی تیسم با عنوان «(هیچوقت نمی‌شود) مرد پیر ریور» بود که در ابتدا یک ماکت از سنگ قبر فینیکس به عنوان آرت وورک این آهنگ بود. این آهنگ شامل این جمله است: «من در حال مصرف مواد مخدر هستم که باعث مرگ ریور فینیکس شد.» در آهنگ «دوستم داشته باش، ازم نفرت داشته باش» از خوانندهٔ رپ، جا رول، او روش‌های مختلف مرگ خودش به عنوان یک فرد مشهور را برمی‌شمارد، و در یکی از شعرها می‌گوید: «من ممکن است مثل ریور فینیکس در کلابی بر اثر مواد مخدر بمیرم». در موزیکال رفع در سال ۱۹۹۷، به فینیکس در آهنگ «معشوقه فریب» در سطرها اشاره شده‌است: «بازیگر جوان جذاب شب گذشته در یک کلاب در لس آنجلس درگذشت / وجد و مشروبات الکلی / و بیش از حد داروی سرماخوردگی / شیرین‌ترین چهره بود / گرم و خجالتی و بی گناه / جذاب به صورت بی احتیاطی مهربانانه / خبرگزار گفت که قلبش همین طور ایستاده‌است …». در آهنگ «باران روی رودخانه» از هیو کورنول از آلبوم هووردام (۲۰۰۹)، که مستقیماً در مورد مرگ فینیکس است، خواهر او رین فینیکس را که بر روی جسم برادر در حال مرگ خود در پیاده‌رو بیرون وایپر روم نشسته‌است، به نمایش می‌کشد.
از اشاره کمتر شناخته شده به ریور فینیکس، در فاینال فانتزی ۸ به عنوان قهرمان اصلی، اسکووال لاینهارت می‌توان نام برد. تتسویا نومورا، که طراح شخصیت اصلی بازی است، اظهار داشت که وی اکسووال را در هنگام ساخت از چهرهٔ فینیکس الگوبرداری کرده و حتی همان تاریخ تولد را به اکسووال داده‌است. صحنهٔ مرگ فینیکس در کتاب کشور ترسناک از ویلیام گیبسون نیز چندین مورد ذکر شده‌است.
آهنگ «ریور، بدو» توسط گروه ناگهان، تامی! از آلبوم می‌رسیم به آنجا هروقت رسیدیم در مورد او نوشته شده‌است.
رپر تایلر، د کریتور، در آلبوم پسر گل خود در سال ۲۰۱۷، که توسط برخی منتقدان به عنوان نوعی آلبوم آشکارسازی بود، از فینیکس به عنوان یک نماد جذابیت یاد می‌کند. در آهنگ «من زمانی ندارم»، او در اولین بیت‌ها می‌نویسد «پسر، من به کلینکس احتیاج دارم. چگونه به این حد رسیدم؟ پسر، باورم نمی‌شود. اینکه این ماشین را گرفتم، بنابراین مسافر یک پسر سفیدپوست، شبیه ریور فینیکس است».
در ژوئیه سال ۲۰۲۰ گزارش شد که فینیکس به شدت تحت تأثیر رمان پیش رو رمان‌نویس انگلیسی گای مانکوفسکی، با نام «ستارگان راک مرده» بود که در آن شخصیتی به نام وی نامگذاری شده‌است.

### افتخارات و رتبه‌بندی‌ها
فینیکس چندین بار در تعدادی از لیست‌ها برای تقدیر استعداد و حرفه وی قرار گرفته‌است. وی در لیست "بازیگر جدید امیدوار کننده ۱۹۸۶" در "دنیای صفحه نمایش جان ویلیس" (۲۰۰۴)، به عنوان یکی از دوازده نفر در لیست قرار گرفت. فینیکس در نظرسنجی "بزرگترین ستارگان فیلم در همه زمان هاً توسط تلویزیون کانال ۴ انگلیس در شماره رده ۶۴ قرار گرفت. این نظرسنجی به طور کامل آرای چهره‌های برجسته جوامع بازیگری و کارگردانی بود. وی در سال ۱۹۹۷ در فهرست "ستاره برتر فیلم همه زمان هاً در مجله امپایر در رده ۸۶ قرار گرفت.
مرگ و زندگی او موضوع "ای! داستان واقعی هالیوود"، از بیوگرافی (برنامه تلویزیونی) و یک قسمت از "آخرین ۲۴ ساعت بود"، که شامل بازسازی چشمگیری از ساعات آخر و مرگ او است. او همچنین در قسمت ۱۰ ("می کازا، سو کازا لوما") از فصل اول سریال "اریکا بودن" به عنوان "جیمز دین این قرن" نامیده می‌شد. مرگ وی به عنوان شماره ۱۶ در "۱۰۱ رویداد برتر تلویزیون ای!" از برنامه "۱۰۱ لحظه تکان دهنده در سرگرمی" ثبت شد. در سال ۲۰۱۰، فینیکس توسط مجله جی‌کیو به عنوان یکی از "۵۰ شیک‌ترین مردان نیم قرن گذشته" انتخاب شد. فینیکس در رای‌گیری کانال ۴ تلویزیون بریتانیا، عنوان ۶۹امین بازیگر ماندگار تمام دوران را دریافت کرد.

## کارنامه

### فیلم
| سال  | عنوان                                | نقش                  | جوایز                                                                                 |
| ---- | ------------------------------------ | -------------------- | ------------------------------------------------------------------------------------- |
| ۱۹۸۵ | جویندگان                             | ولفگانگ مولر         |                                                                                       |
| ۱۹۸۶ | در کنارم بمان                        | کریس چمبرز           |                                                                                       |
| ۱۹۸۶ | خلیج ماسکیتو                         | چارلی فاکس           |                                                                                       |
| ۱۹۸۸ | یک شب از زندگی جیمی ریردان           | جیمی ریردان          |                                                                                       |
| ۱۹۸۸ | نیکیتای کوچک                         | جف گرانت             |                                                                                       |
| ۱۹۸۸ | دویدن روی هیچ                        | دنی پوپ/مایکل منفیلد | نامزد اسکار نقش مکمل نامزد گلدن گلوب نقش مکمل                                         |
| ۱۹۸۹ | ایندیانا جونز و آخرین جنگ صلیبی      | ایدیانای جوان        |                                                                                       |
| ۱۹۹۰ | تا مرگ دوستت دارم                    | دوو ناد              |                                                                                       |
| ۱۹۹۱ | آیداهوی اختصاصی خودم                 | مایک واترز           | برنده بهترین بازیگر مرد جشنواره ونیز مجمع ملی منتقدان آمریکا: برنده بهترین بازیگر مرد |
| ۱۹۹۱ | جنگ سگی                              | ادی بردلیس           |                                                                                       |
| ۱۹۹۲ | شیادان                               | کارل اربگاست         |                                                                                       |
| ۱۹۹۳ | چیزی به اسم عشق                      | جیمز رایت            |                                                                                       |
| ۱۹۹۳ | حتی دخترهای گاوچران هم افسرده می‌شوند | فرد مسافر            |                                                                                       |
| ۱۹۹۳ | خون سیاه (نیمه‌تمام)                  | پسر                  |                                                                                       |
| ۱۹۹۴ | زبان خاموش                           | تالبوت رو            |                                                                                       |

### تلویزیون
- هفت عروس برای هفت برادر (۱۹۸۲ تا ۱۹۸۳)
- مشهور (۱۹۸۴)
- برنامهٔ اختصاصی بعد از مدرسه ای بی سی (۱۹۸۴)
- حرکت تو است (۱۹۸۴)
- هتل (۱۹۸۴)
- رابرت کندی و دورانش (۱۹۸۵)
- ارتباطات خانوادگی (۱۹۸۵)
- زنده ماندن: خانواده ای در بهران (۱۹۸۵)
- حلقهٔ خشونت: یک درام خانوادگی (۱۹۸۶)

### موزیک ویدیوها
- در کنارم بمان از بن ئی. کینگ (۱۹۸۶)
- شکستن دختر از رد هات چیلی پپرز (۱۹۹۲)